# Formigueiro-de-pelzeln
Formigueiro-de-pelzeln (nome científico: Percnostola minor) é uma espécie de ave pertencente à família dos tamnofilídeos. Pode ser encontrada no noroeste da Amazônia.
Alguns autores consideram esta espécie uma subespécie do formigueiro-de-cabeça-preta.
Seu nome popular em língua inglesa é "Amazonas antbird".